# Antoine Maurice Goujon
Antoine Maurice Goujon (* 17. März 1777 in Lyon; † 11. August 1842 in Paris) war ein französischer Beamter und Schriftsteller über wirtschaftliche Themen.

## Leben
Antoine Maurice Goujon widmete sich dem Kaufmannsstand und bewies in seinem Fach so gediegene Kenntnisse und so große Umsicht, dass die Regierung ihre Aufmerksamkeit auf ihn richtete und ihn bewog, in den Staatsdienst zu treten. Sie ernannte ihn zum Büroleiter im Ministerium der öffentlichen Arbeiten und als solcher versah er mehrere Jahre lang die Stelle eines Sekretärs des königlichen Athenäums, das übrigens bereits seinen früheren Glanz verloren hatte. Er starb am 11. August 1842 im Alter von 65 Jahren in Paris.
Goujon war auch schriftstellerisch tätig. Sein mit Sardou, einem bedeutenden Lehrer an der Industrieschule, gemeinschaftlich verfasstes Lehrbuch des Handels und der Buchführung (Cours complet d’opérations commerciales et de tenue des livres, 2 Bände, Paris 1842) war längere Zeit sehr gefragt. Seine bei der Eröffnung der Spezialhandelsschule zu Charonne gehaltene Rede (Discours prononcé à 8 Octobre 1827 à la séance d’ouverture des études de rentrée des classes, Paris 1827) enthält fundierte und praktische Ansichten über die Einrichtung und Leitung solcher Anstalten. Auch seine unter dem Pseudonym G. de Chamfrey herausgegebene Gelegenheitsschrift Du choix d’un local pour l’entrepôt de la ville de Paris (Paris 1832) fand Beifall, die Ausführung seines Vorschlags stieß aber auf mancherlei unüberwindbare Hindernisse.